# Zusar Vasar
Zusar Vasar (яп. ズサーヴァサー) — відеогра жанру перегони, розроблена й випущена ексклюзивно для платформи Sega Dreamcast компанією Real Vision, Inc. в Японії 27 липня 2000 року.

## Ігровий процес
Гравець керує колісницею, за кермом якої роботи-тварини на суші, морі або в повітрі. Зброя може бути в грі, але тільки в бойовому режимі.

## Оцінки й відгуки
Рецензія гри була загально середньою, рецензенти хвалили обсяг контенту та повітряних перегонів, але критикували музику та нудний геймплей.